# Léna Soler
Léna Soler (Constantina, 15 de junio de 1966) es una ingeniera en física, epistemóloga, profesora y filosofía francesa. 
Profesora del Instituto universitario de formación del profesorado, IUFM, de Lorena, responsable del proyecto "Estudiar las ciencias bajo el ángulo de las prácticas científicas", corresponsable del área "Historia y filosofía de las ciencias" y redactora jefa adjunta de la revista Philosophia Scientiae.
Es miembro asociado de la Unidad mixta de investigaciones (UMR) 8590, Instituto de Historia y de Filosofía de las Ciencias y de las Técnicas de París.

## Biografía
Soler tiene una doble formación en física y en filosofía. Recibió, en 1990, el título de ingeniera en física de los materiales en la Universidad Paris Sud Orsay y obtuvo, en 1997, el diploma de doctora en historia y filosofía de las ciencias en la Universidad de París I. 
Su área de investigación es la filosofía de la física, que practica en estrecha conexión con la historia de la física. Sus estudios de historia da física abarcan desde la prehistoria a los comienzos de la física cuántica en el siglo XX y, más recientemente, sobre ciertos episodios de física de partículas en los años 1960-1970. Estos estudios le han servido para progresar en las cuestiones filosóficas fundamentales que unifican sus investigaciones particulares: la aparición de novedades en física y la naturaleza específica de dicha ciencia.
Es investigadora en un programa destinado a caracterizar ciertas estrategias típicas de la física centrado en las prácticas que tienen lugar en la física de partículas y en realizar un balance, a base de una visión retrospectiva de algunas décadas, del giro práctico en filosofía de la ciencia, en particular de las enseñanzas que se pueden obtener desde el punto de vista de la especificidad de la física comparada con la de otras actividades y realizaciones humanas, a fin de conseguir una modelización que, sin pretender que sea universal, trascienda los casos singulares y capte los trazos sobresalientes característicos de la física.

## Publicaciones
- 2008, "Are the results of our science contingent or inevitable?" L. Soler & H. Sankey (eds.)  in Studies in History and Philosophy of Science.
- 2008, "The Incommensurability of Experimental Practices: the Incommensurability of what? An Incommensurability of the third-type?", in Rethinking Scientific Change and Theory Comparison. Stabilities, Ruptures, Incommensurabilities?, volumen dirigido por L. Soler, H. Sankey y P. Hoyningen, Springer, Boston Studies for Philosophy of Science, 299-340.
- 2007, "Popper et Kuhn sur la question des choix inter-théoriques", in Popper, philosophe du XXième siècle, volumen temático de Philosophia Scientiae, 11, p. 99-130.
- 2006, "Philosophie de la physique: dialogue à plusieurs voix autour de controverses contemporaines et classiques". Volumen dirigido por Léna Soler, L’Harmattan, collection Epistémologie et philosophie des sciences?.
- 2006,  "Une nouvelle forme d’incommensurabilité en philosophie des sciences? in Revue philosophique de Louvain, 104 (3): 554-580.